# Vata (Ayurveda)
En la medicina ayurvédica, Vata es uno de los tres dosha. Es la principal fuerza de movimiento en el cuerpo y la mente. Cuando vata está saludable, los movimientos del cuerpo son graciosos, sin impedimentos, sin embargo, controlados. Cuando está en desequilibrio, los movimientos se vuelven erráticos, excesivos, disminuidos o bloqueados. Se compone de aire y éter.

## Características del tipo Vata
- Tiene un físico delgado y liviano.
- Realiza sus actividades muy deprisa.
- Apetito y digestión irregulares.
- Sueño ligero, insomnio.
- Entusiasmo, vivacidad, imaginación.
- Se exalta y cambia de humor con facilidad.
- Prontitud para asimilar información nueva, también para olvidarla.
- Tendencia a preocuparse.
- Propensión al estreñimiento.
- Se cansa con facilidad; tiende a hacer esfuerzos excesivos.
- La energía física y mental le viene en oleadas.

La característica central del tipo Vata es la <<variabilidad>>. La gente Vata es imprevisible y mucho menos estereotipada que los pitta o los Kapha, pero su variabilidad (de tamaño, forma, humor y conducta) es su sello distintivo. Para la persona Vata, la energía física y mental se presenta en rachas, sin estabilidad.

## Es muy propio de los Vata
- Tener hambre a cualquier hora del día o de la noche
- El gusto por las emociones fuertes y el cambio constante.
- Acostarse todas las noches a hora distinta, saltarse comidas y llevar en general una vida irregular.
- Digerir la comida bien un día y mal al siguiente.
- Tener arranques emocionales fugaces que pasan rápidamente.
- Caminar a paso acelerado.

Físicamente, los Vata son los más delgados de los tres tipos, y tienen los hombros y/o las caderas característicamente estrechos. A algunos Vata puede serles difícil o imposible aumentar de peso, por lo que pesan menos de lo normal durante toda su vida; otros gozan de una esbeltez y una agilidad considerable. Aunque su apetito es muy variable, los Vata constituyen el único tipo que puede comer de todo sin engordar.
La irregularidad física deriva de un exceso de Vata; las manos y los pies pueden ser desproporcionados para el cuerpo; los dientes demasiado pequeños o grandes, y salidos, una característica Vata es el prognatismo superior.

Aunque los Vata en su mayoría están bien formados, no es raro que tengan las piernas arqueadas, las puntas de los pies hacia dentro, la columna deformada (escoliosis), el tabique desviado o los ojos demasiado juntos o separados. Los huesos pueden ser muy livianos o muy largos y pesados. Las articulaciones, los tendones y las venas suelen estar muy marcados en los cuerpos Vata, pues la capa de grasa bajo la piel es muy fina.

Se considera bastante típico que les crujan las articulaciones.
El dosha Vata es responsable de todo movimiento en el cuerpo. Los músculos se mueven gracias al Vata, que también rige la respiración, el tránsito de la comida por el tracto digestivo y los impulsos nerviosos que emanan del cerebro.

La función más importante del Vata es el control del sistema nervioso central. Temblores, ataques y espasmos son ejemplos de trastornos variados del Vata.